# Urophyllum strigosum
Urophyllum strigosum är en måreväxtart som först beskrevs av Carl Ludwig von Blume, och fick sitt nu gällande namn av Pieter Willem Korthals. Urophyllum strigosum ingår i släktet Urophyllum och familjen måreväxter. Inga underarter finns listade i Catalogue of Life.